# The Closing Chronicles
The Closing Chronicles är det svenska progressiva metal-bandet Nightingales andra studioalbum, utgivet 1996 av skivbolaget Black Mark Production. The Closing Chronicles är också andra delen i serien The Breathing Shadow.
Alla texter skrevs, liksom på första albumet, av Dan Swanö. Vad gäller musiken är fyra av låtarna skrivna av Swanö, spår sex av Tom Nouga (Dag Swanö) och slutligen spår tre och sju av Nouga och Swanö gemensamt.

## Låtlista
1. "Deep Inside of Wowhere" – 7:12
2. "Revival" – 4:24
3. "Thoughts from a Stolen Soul" – 9:00
4. "So Long (Still I Wonder)" – 4:47
5. "Steal the Moon" – 3:17
6. "Intermezzo" – 4:22
7. "Alive Again" – 9:26
  1. "The Release"
  2. "Shadowland Revisited"
  3. "Breathless"

## Medverkande
Musiker (Nightingale-medlemmar)
- Dan Swanö – sång, gitarr, keyboard, trummor
- Tom Nouga (Dag Swanö) – basgitarr, sologitarr, rytmgitarr

Produktion
- Tom Nouga – producent
- Dan Swanö – ljudtekniker, ljudmix
- Peter In de Betou – mastering
- Boss (Stig Börje Forsberg) – executiv producent
- Maren Lotz – omslagsdesign
- Juha Vuorma – omslagskonst
- Anders Storm – foto